# 法蘭克·萊帕達斯
法蘭克·萊帕達斯（Frank Lapidus）是ABC電視連續劇《迷失》裏的一位虛構角色。法蘭克原本是海洋航空815航班的機師，但被取代了。後來，加入娜歐美小隊，為貨輪上的科研隊伍駕駛直昇機。離開小島後於2007年，駕駛Ajira航空的316航班，逼降於副島上，令傑克、凱特等人能返回小島。

## 角色生平
法蘭克原本是海洋航空815航班的機師，根據他的說法，他當日因為睡過頭而被其他人取代了。在電視播放著查爾斯·威德摩偽造的815航班殘骸時，他發現了此架飛機實際上是偽造的。之後，他被娜歐美小隊招攬加入，為貨輪上的科研隊伍駕駛直昇機。在娜歐美死後，他被逼要接載貨輪上的僱傭兵上島。
當他知道815航班仍有生還者時，他同意幫助他們逃離。但當貨輪爆炸沉沒、小島又因為班轉動蘭花站的轉輪而消失後，他駕駛的直昇機因為失去足夠燃料而墮海，等待直至潘妮·威德摩的船隻把他們救走。在離開小島後，他幫助隱藏815航班墜毀的事實。
3年後的2007年，法蘭克是Ajira航空公司的機師。他駕駛著316航班，令到海洋航空六人組能夠返回小島。法蘭克成功把飛機降落於副島的跑道上，然後與沒有時空轉移的善華，登上主島去搜尋真秀和傑克等人，但最後卻與善華分道揚鑣。法蘭克回到副島，打算修復飛機，結果因為答不出伊蘭娜的密語而被她的一伙人挾持了。伊蘭娜與她的隊伍，將法蘭克和一個箱帶回主島，並前往了雅各的小屋和四趾雕像。
在四趾雕像前，他看到箱內裝著的是洛克的屍體。在雅各被謀殺後，他唯有跟隨伊蘭娜前往神廟尋求庇護，但到達時黑煙卻攻入神廟，並開始屠殺那些不服從它的「其他人」。現在，法蘭克正與善華、傑克、麥爾斯、伊蘭娜、班、理查德、赫利，居住在海邊815生還者的營地中。